# Югуртинская война
Югурти́нская война́ (лат. Bellum Iugurthinum) — вооружённый конфликт между Древним Римом и нумидийским царём Югуртой, продолжавшийся со 111 по 105 годы до н. э. Успех применявшейся Югуртой тактики подкупа и коррумпирования посланных против него военачальников вскрыл разложение нравов среди верхушки римского общества. В контексте упадка римской добродетели рассматривал эту войну автор наиболее подробного трактата о ней — римский историк Саллюстий.

## Гражданская война в Нумидии
Прологом к войне послужил междоусобный конфликт между двумя внуками царя Масиниссы, Югуртой и Адгербалом. По воле Масиниссы, последнее слово в нумидийских распрях оставалось за римским сенатом, поэтому разбитый Адгербал бежал в римскую провинцию Африку, а оттуда направился в Рим. Это вынудило и Югурту к отправлению посольства в Рим. Сенат постановил, чтобы Нумидия была разделена между обоими претендентами, что вполне совпадало с интересами Рима и традиционным римским принципом управления «разделяй и властвуй». Для производства раздела в Африку была отправлена комиссия из десяти сенаторов, которая присудила Адгербалу — восточную, Югурте — западную, менее развитую часть Нумидии. Через четыре года Югурта снова начал войну с двоюродным братом. Адгербал был разбит и осаждён в Цирте.
По жалобе Адгербала из Рима вновь прибыли послы, которые потребовали от Югурты прекращения войны и возвращения к порядку, установленному сенатом. Югурта заявил послам, что римляне нехорошо поступают, препятствуя ему воспользоваться тем, на что он имеет право, и обещал отправить в Рим послов, чтобы объяснить своё поведение. По удалении послов Югурта продолжал осаждать Цирту, и Адгербал обратился письменно в Рим.
В условиях разгоравшейся войны с германцами, в 113 году до н. э. разгромившими римскую армию при Норее, сенат предпочёл не начинать войны, а вновь использовать дипломатию, отправив в Нумидию посольство во главе с самим принцепсом сената, Эмилием Скавром. По требованию послов Югурта явился к ним в римскую провинцию, но они не смогли ничего добиться от него. Адгербалу пришлось сдаться. Торжествующий Югурта убил своего соперника и перебил всех совершеннолетних вооружённых людей, захваченных в Цирте — нумидийцев и италиков, без разбора. Таким образом, устранив соперника, Югурта завершил объединение Нумидии под своей властью.

## Первый эпизод войны
Избранный народным трибуном на 111 год до н. э. Гай Меммий повёл агитацию против политиков, ездивших послами в Нумидию, обвиняя их в продажности. Сенат назначил консулам провинции Италию и Африку. Последнее подразумевало войну против Нумидии. Отправленное Югуртой в Рим посольство с сыном царя во главе, не было принято сенатом: послам было предложено в течение 10 дней покинуть Италию, если они не явились сообщить о deditio (безоговорочная капитуляция) Нумидии и самого Югурты. Началась война против Нумидии.
Во главе отправленной в Африку армии был поставлен консул Луций Кальпурний Бестия, в числе его легатов был Марк Эмилий Скавр. Консул удачно начал войну и взял несколько городов, после чего заключил мир с Югуртой на условиях выплаты контрибуции, выдачи 30 слонов, определённого количества коней и скота и денег. В Риме поползли слухи о том, что Бестия подкуплен царём, однако, как показали дальнейшие события, более серьёзные боевые действия требовали слишком больших усилий, при этом война с германцами ставила под сомнение их своевременность и целесообразность.

## Югурта в Риме
Кальпурний Бестия отправился в Рим, где известия о событиях в Африке и о сомнительной роли представителей знати вызвали большое волнение и усиленную борьбу группировок. Против знати активно выступал бывший трибун Меммий; по его предложению в Африку был послан претор Луций Кассий Лонгин, чтобы пригласить Югурту в Рим, гарантировав ему безопасность. Показания царя должны были уличить тех, кто торговал государственными интересами. Югурта принял приглашение явиться в Рим, надеясь добиться там выгодного для себя урегулирования положения Нумидии. Претендентом на власть в ней был Массива, внук Масиниссы (сын Гулуссы), который и прибыл в Рим, чтобы отстаивать свои интересы.
Когда на народном собрании от Югурты потребовали указания виновных в подкупе, трибун Бебий запретил царю давать показания — согласно Саллюстию, подкупленный знатью. Но не менее вероятно, что он опасался со стороны царя не поддающихся проверке клеветнических измышлений. Массива был убит в самом Риме — вероятно, по наущению Югурты; но сам царь покинул Италию, причём он будто бы сказал: «о продажный город, он вскоре погибнет, как только найдет покупателя» (лат. Urbem venalem et mature perituram, si emptorem invenerit). По Саллюстию, он уехал по велению сената, по Титу Ливию — тайно бежал, что представляется более вероятным.

## Возобновление войны

### Командование Альбина
Ведение возобновленной войны досталось консулу 110 года до н. э. Спурию Постумию Альбину. Альбин рассчитывал окончить войну до избирательных комиций, на которых он должен был присутствовать; но Югурта всячески затягивал войну, и Альбин был вынужден уехать в Рим, ничего не сделав, и оставил во главе войска своего брата, Авла Постумия Альбина. Югурта захватил его ночью врасплох и ворвался в римский лагерь. Римляне бежали на соседний холм и должны были капитулировать. Царь отпустил их, проведя «под ярмом» и поставив условием, чтобы Альбин заключил с ним мир и в десятидневный срок очистил Нумидию.
Однако в Риме этот договор был отвергнут и решено было продолжать войну. Более того, унижение римского войска вызвало бурю гнева против знати, приведшей легионы к поражению. Народный трибун Гай Мамилий Лиметан внёс предложение о производстве следствия над теми, по чьему совету Югурта пренебрег постановлениями сената, а также над теми, кто был подкуплен им и кто выдал ему слонов и перебежчиков. В число трёх членов следственной комиссии сумел попасть Марк Эмилий Скавр, сам находившийся под сильным подозрением.

### Командование Метелла
Одним из консулов на 109 год до н. э. был избран Квинт Цецилий Метелл, аристократ, слывший неподкупным; ему досталось ведение нумидийской войны. Метелл собрал новое войско и сделал в широких размерах все необходимые приготовления. В Нумидии ему пришлось прежде всего заняться перевоспитанием тамошней римской армии, сильно деморализованной предшествующими поражениями.
Югурта попытался завести переговоры и с Метеллом, но последний, не отказываясь от переговоров, старался склонить нумидийских послов выдать царя Риму, живым или мёртвым. Цецилий Метелл вторгся в Нумидию, занял город Вагу, оставил там гарнизон и велел заготовлять припасы. Он двигался по Нумидии очень осторожно, широко применяя разведку. Большую помощь при этом Метеллу оказывал легат Гай Марий, начальствовавший над конницей.
Югурта понял, что Метелл ведёт с ним двойную игру и попытался захватить врасплох римское войско. Но в битве при реке Мутул римляне одержали верх, хотя в определённый момент находились в очень опасном положении. Двигаться далее внутрь страны Метелл, однако, не решился и отступил, опустошая богатейшие части Нумидии и истребляя всех захваченных совершеннолетних нумидийцев. Римляне осадили хорошо укреплённую Заму. Югурта внезапно атаковал плохо охраняемый римский лагерь и перебил большую часть римлян, оставленных в нём, но затем был вынужден отступить, когда подошло римское войско. Метелл снял осаду Замы ввиду приближения зимы, и ушёл в римскую провинцию, оставив гарнизоны в занятых им нумидийских городах.
Убедившись, что он не может в открытом поле победить римлян, Югурта снова сделал попытку войти в переговоры с римским военачальником: он выплатил римлянам большую сумму денег, выдал всех слонов, часть лошадей и перебежчиков, но затем, когда он должен был сам отдаться Метеллу, не решился на это и возобновил войну. Жители Ваги, занятой римским гарнизоном, восстали и перебили римлян, но жестоко поплатились за это, когда Метелл снова овладел городом и расправился с восставшим населением. Метелл ещё раз разбил Югурту, который укрылся в городе Тала. Метелл, позаботившись о снабжении армии водой, так как дорога к Тале шла безводной местностью, двинулся против этого города. Югурта ночью тайно бежал с детьми из Tалы, которая затем была взята Метеллом.
Затем Югурта бежал через пустыни к гетулам и стал возбуждать к войне с Римом мавретанского царя Бокха, своего тестя. Вмешательство Мавретании могло затянуть войну до бесконечности. Занятие римлянами Нумидии не было прочным, пока Югурта был жив и мог тревожить римлян нападениями из Мавретании.
Югурта и Бокх двинулись к Цирте, рядом с которой расположился Метелл. Последний завязал переговоры с Бокхом, желая отвлечь его от союза с Югуртой. Метеллу, однако, не удалось окончить войну; он узнал, что Африка назначена по постановлению народа провинцией Гаю Марию, избранному консулом на 107 год, а вместе с ней и ведение Югуртинской войны. Тем не менее, Метелл, хотя и не завершил войну окончательной победой над врагом, получил прозвание «Нумидийского» (лат. Numidicus).

### Командование Мария

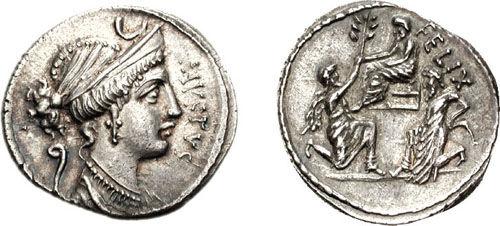
Монета Фавста Суллы с изображением выдачи его отцу Югурты

Марий, приняв командование, пополнил войско и двинулся в глубь Нумидии, к городу Капса, находившемуся в пустынной и безводной местности. Он смог неожиданно для нумидийцев подойти к нему, захватил и сжёг этот город. Опасаясь, что впоследствии они всё равно взбунтуются против римлян, Марий приказал всех взрослых жителей перебить, несмотря на капитуляцию, остальных же продал в рабство. Он взял ещё несколько городов, в том числе считавшуюся неприступной мулуккскую цитадель на границе Нумидии и Мавретании, где хранились сокровища Югурты.
В это время в лагерь Мария прибыл с конницей квестор Луций Корнелий Сулла. Бокх, которому Югурта, бывший его зятем, обещал за помощь против римлян треть Нумидии, наконец решился на войну с Римом. Соединённое нумидийско-мавретанское войско внезапно напало ночью на римлян, возвращавшихся на зимние квартиры. Римляне, попав в трудное положение, укрылись на соседних холмах; затем Марию удалось так же неожиданно напасть на нумидийцев и обратить их в бегство.
Нумидийцы ещё раз были разбиты Марием около Цирты. Когда Марий вступил в город, к нему явились послы от Бокха, который решился пожертвовать Югуртой в расчёте на крупные уступки со стороны римлян. Послы Бокха отправились в Рим; затем Бокх в ходе переговоров с Гаем Марием обязался ему выдать Югурту, за что ему были обещаны союз с Римом и часть нумидийской территории. Бокх продолжению войны предпочёл сделку с Римом и схватив своего зятя, передал его прибывшему за ним Сулле. Марий доставил пленного Югурту в Рим и заставил его пройти в царской одежде в триумфальной процессии; затем он был казнён в Мамертинской тюрьме (в 104 году до н. э.). Урезанная в границах вследствие уступки части её Бокху Нумидия была отдана Гауде, внуку Масиниссы. Присоединили ли римляне к провинции Африка какие-то нумидийские территории, неясно.